# Reprezentacja Czechosłowacji w hokeju na trawie mężczyzn
Reprezentacja Czechosłowacji w hokeju na trawie mężczyzn  należała w czasach istnienia do silniejszych zespołów w Europie. Nie uczestniczyła w igrzyskach olimpijskich, mistrzostwach świata i Champions Trophy, ale trzykrotnie brała udział w mistrzostwach Starego Kontynentu.

## Osiągnięcia

### Mistrzostwa Europy
- 10. miejsce - 1970
- 9. miejsce - 1974
- 10. miejsce - 1978
- nie startowała - 1983
- nie startowała - 1987
- nie startowała - 1991